# Albrecht Adam
Albrecht Adam   (Nördlingen, 16 d'abril de 1786 - Múnic, 28 d'agost de 1862) va ser un pintor bavarès que va acompanyar Napoleó Bonaparte durant la campanya de Rússia de 1812. Va ser adscrit com a artista oficial al contingent de Baviera a la Grande Armée de Bonaparte. Al llarg de la campanya va dibuixar, pintar i representar un registre important de la campanya a Moscou. A les seves memòries va descriure la carnisseria de Borodino i al final de la seva carrera encara pintava escenes de batalla del període napoleònic. Es va convertir en un artista molt conegut, llegat continuat pel seu net, Emil Adam.

## Vida i carrera
Albrecht Adam va néixer a Nördlingen, llavors un petit estat lliure al sud d'Alemanya, de Jeremias Adam i Margaretha Thilo el 1786. El seu germà Heinrich Adam (1787–1862), també pintor, va néixer l'any següent. El talent d'Albrecht per a la pintura es va fer evident a una edat primerenca, ja que el 1800 pintava tropes franceses mentre marxaven pel sud d'Alemanya. Inicialment, va ser aprenent de pastisser a Nuremberg, el 1803 es va matricular a l’Acadèmia de Belles Arts de Nuremberg, on va rebre el tutor de dibuix per Christoph Zwinger (1764–1813). El juliol de 1807 es va traslladar a Múnic, on va aprendre de l'artista de la guerra i la batalla Johann Lorenz Rugendas II (1775–1826). i es va fer amistat amb les companyes artistes Margarethe Geiger i Sophie Reinhard, que més tard es van traslladar amb ell a Viena. El 1809 l'Imperi Austríac va atacar Baviera, aliat de Napoleó, una acció que va provocar un breu i desagradable conflicte que va culminar amb la derrota austríaca per França i Baviera a la batalla de Teugen-Hausen. Adam que va acompanyar l'exèrcit victoriós a Viena va produir una sèrie d'impressions militars del conflicte, començant un tema que dominaria la seva carrera. Va ser durant la seva breu residència a Viena, que va conèixer el príncep Eugeni de Beauharnais, el virrei d'Itàlia i fillastre de Bonaparte i la seva dona, la princesa Augusta de Baviera. Al jove artista se li va demanar que s'unís a la casa del príncep Eugeni a Milà com a pintor de la cort. Les seves funcions incloïen acompanyar Eugene i el seu personal en campanyes militars arreu d'Europa.

## Adam amb The Grande Armée a Moscou
El 1812 Adam va acompanyar el príncep Eugeni com a artista a l'expedició a Rússia. Se li va donar el grau d'oficial militar i es va adjuntar a l'Oficina Topogràfica d'Eugene, una petita unitat d'enginyers, cartògrafs i dibuixants que s'havia establert el 1801. Adam va viatjar amb el IV Cos, compost principalment per tropes italianes, en el llarg i difícil viatge a Moscou. A mesura que la Grande Armée avançava per Europa i a Rússia, Adam va escriure, dibuixar i pintar. Va estar present en totes les accions principals i va presenciar la marxa triomfal cap a les ruïnes fumants de Moscou. Sembla poc dubte que Adam estava deprimit pel que havia presenciat. Després de la batalla clau de Borodino va descriure els seus sentiments en visitar el camp de batalla... L'escena va ser una que em va omplir d'horror. Em vaig sentir paralitzat i, només recordant els innombrables altres horrors dels quals havia estat testimoni en aquesta campanya espantosa, vaig poder treure'm el meu estupor.. Va tornar aviat de Moscou arribant a Múnic el desembre de 1812 perdent així la dolorosa delmada de la Grande Armée quan es retirava de Moscou. Va romandre al personal del príncep Eugeni durant tres anys més durant els quals Adam va produir setanta-set plaques de color que representaven les conseqüències del conflicte. Mostren paisatges devastats, camps de batalla escampats de cadàvers, civils desconcertats, soldats cansats de batalla i ciutats arrasades. Les memòries que acompanyen cada làmina aporten una composició franca a la guerra que va presenciar Adam.

## Carrera posterior a 1815
El 1815, quan les guerres napoleòniques s'acabaven, Adam es va traslladar definitivament a Múnic, on va ser pintor de la cort de Maximilià I Josep de Baviera, un càrrec que li va permetre completar encàrrecs per a moltes famílies destacades de Baviera i Àustria. L'estudi d'Albrecht Adam es va convertir en un centre per als artistes aspirants, entre els quals els seus tres fills pintors: Benno, Eugen i Franz. Theodor Horschelt, que més tard es va fer conegut per les seves pintures de la guerra russa del Caucàs, va ser un visitant freqüent.
El 1824, el seu antic patró el príncep Eugeni va morir i Adam va començar a col·leccionar les imatges de la campanya russa reunint-les sota el títol Voyage pittoresque et militaire. Les litografies publicades a Múnic entre el 1828 i el 1833, es basaven en els esbossos que havia fet durant la campanya i tenen una importància històrica considerable. Van tenir un èxit comercial considerable i les imatges s'han utilitzat moltes vegades des de la primera edició. Diversos dibuixos originals i imatges a l'oli es conserven al Museu de l'Ermitage de St. Petersberg.
El mecenatge reial va continuar sota Lluís I amb encàrrecs que inclouen una pintura de la batalla de Borodino per a la residència reial de Múnic el 1838. Adam també va pintar, per a Maximilian von Leuchtenberg, dotze escenes de batalla per penjar al seu palau de Sant Petersburg. El 18 de març de 1848, els milanesos es van rebel·lar contra el domini austríac, durant els anomenats Cinc dies de Milà (en italià: Le Cinque Giornate). Els austríacs es van veure obligats a retirar-se de Milà mentre els insurgents buscaven ajuda militar al Regne de Sardenya. Les forces austríaques dirigides pel mariscal de camp Joseph Radetzky von Radetz es van reunir i van derrotar les forces sardes a la primera batalla de Custoza i de nou, a la batalla de Novara. Albrecht Adam va pintar una sèrie de pintures per encàrrec que van representar els esdeveniments, incloent un llenç força afavoridor que mostra Radetsky sobre un cavall blanc (id est Napoleon) amb el seu estat major abans de la caiguda de Milà.
El 1859 Adam va seguir l'exèrcit de Napoleó III de França durant la campanya italiana contra Àustria registrant l'acció en una sèrie de dibuixos i esbossos. Tornant a Múnic va pintar la Batalla de Landshut 1809 (1859) i la batalla de Zorndorf 1758 (1860) per a Maximilià II de Baviera.
Va continuar sent un pintor militar important, sovint assistit pels seus fills, fins a la seva mort a Múnic el 16 d'agost de 1862. El seu germà Heinrich va morir abans d'ell sis mesos.
Al voltant de 1850 es registra que Adam vivia a Sing Straße 13 a Múnic.

## Il·lustracions d'obres

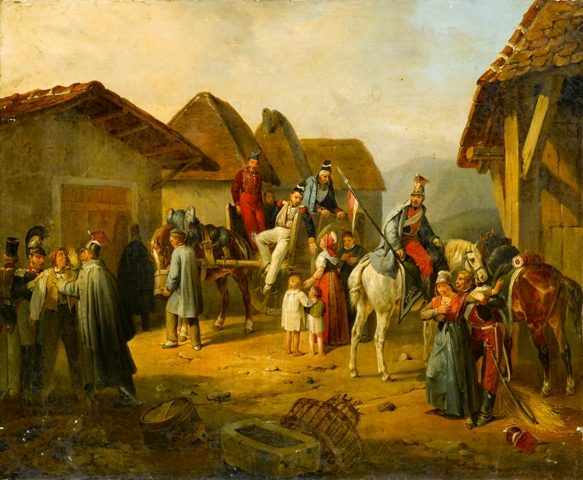
Soldats descansant en un poble, un oficial de cavalleria sostenint una bandera austríaca, oli sobre tela
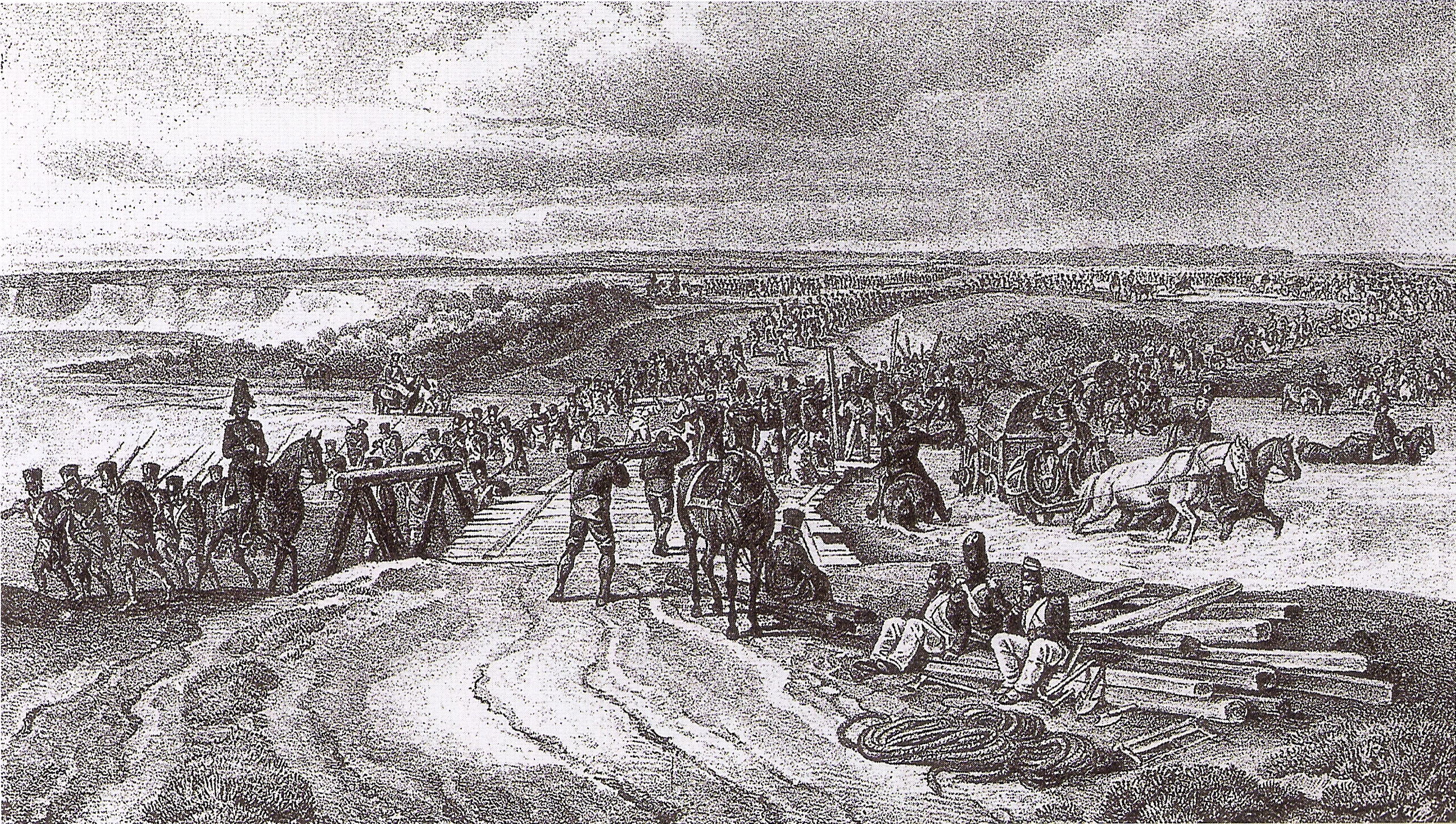
Una de les representacions d'Adam de la invasió francesa de Rússia, que mostra la travessia del Dnièper el setembre de 1812
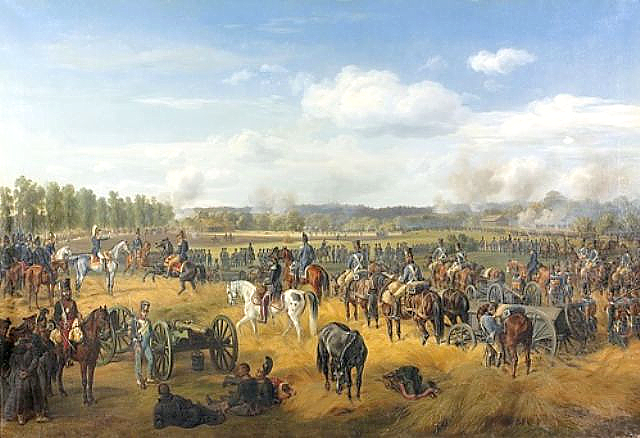
Batalla d'Ostrovno durant la campanya de Rússia de 1812.
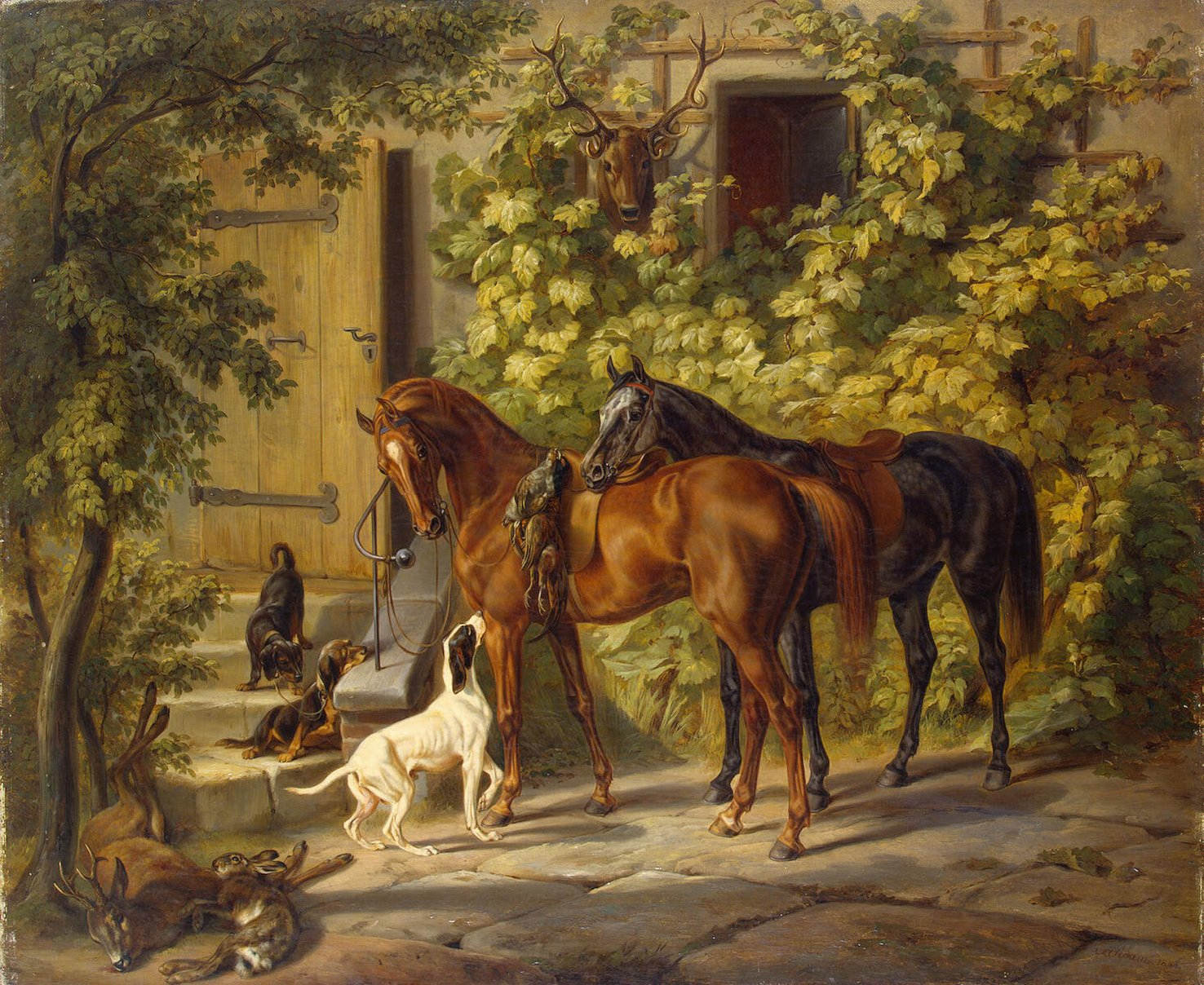
Cavalls al porxo 1843
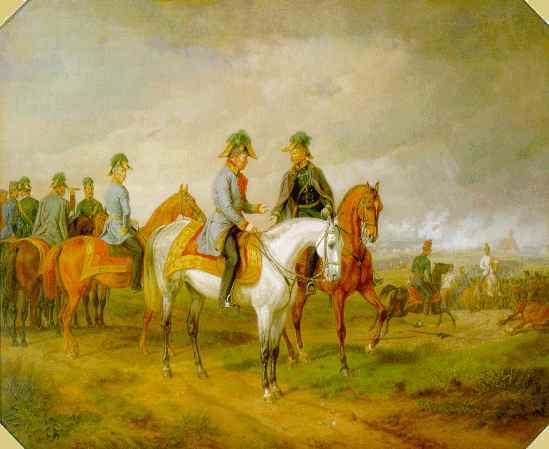
Die Schlacht bei Novarra (La batalla de Novara), 1858, d'Albrecht Adam.
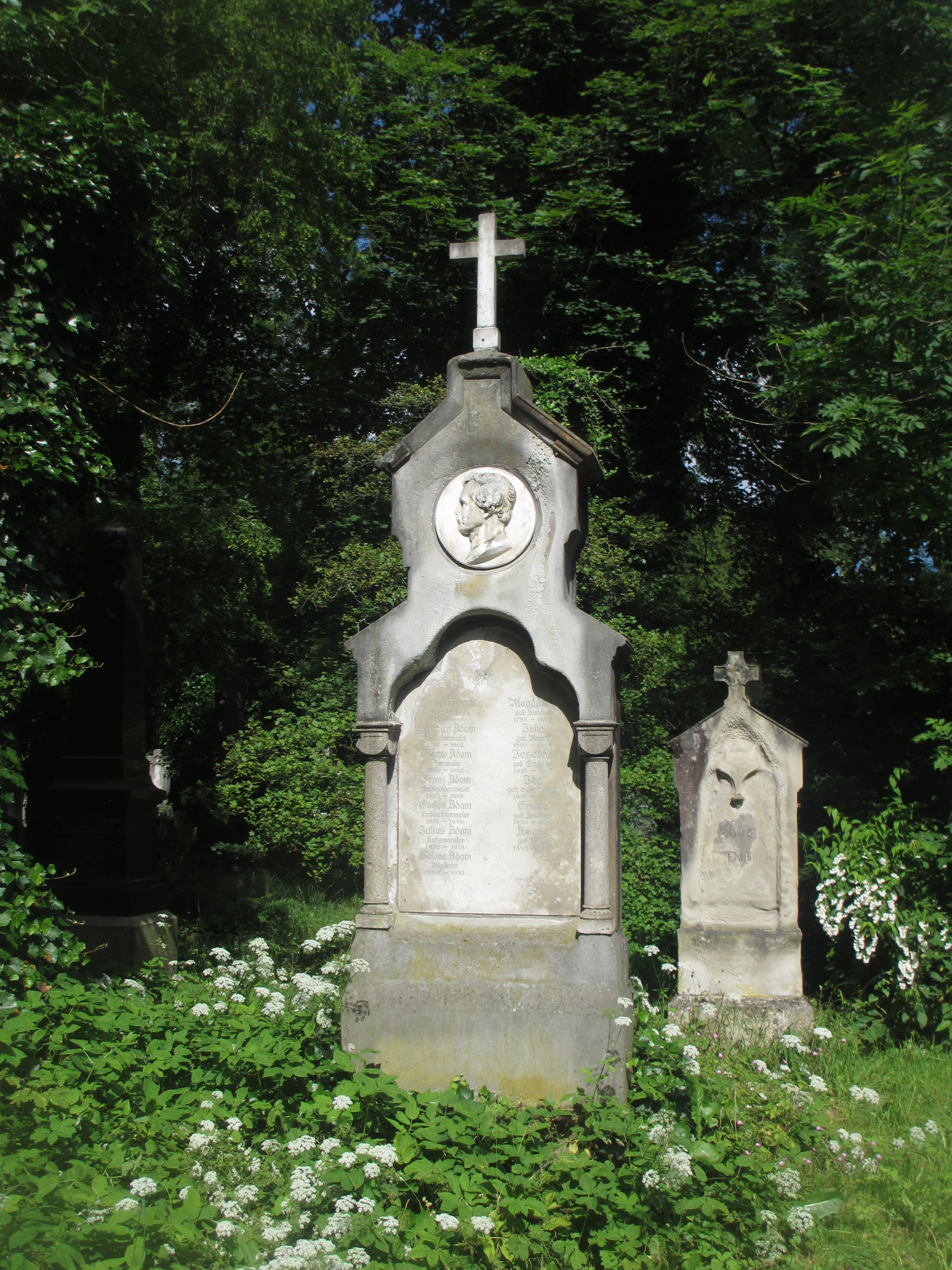
Tomba d'Albrecht Adam a l'antic cementiri del sud de Múnic